# Moord op Tom Hurndall
De moord op Tom Hurndall, was een moordzaak in Israël naar aanleiding van de dood van een Britse activist op 13 januari 2004, na op 11 april 2003 te zijn neergeschoten door een Israëlische soldaat en in coma raakte.

## Slachtoffer
Thomas (Tom) Hurndall (Londen, 29 november 1981) was een Britse fotografiestudent en lid van de International Solidarity Movement (ISM). Ook was hij een activist tegen de Israëlische bezetting van de Palestijnse Gebieden. 

## Dood
Op 11 april 2003 werd hij in de Gazastrook in het hoofd geraakt door de Israëlische soldaat en sluipschutter Taysir al Hayb. Volgens ooggetuigen fungeerde hij op dat moment als een menselijk schild, terwijl hij kinderen wegstuurde van de constante vuurgevechten. Hurndall raakte in een coma en overleed negen maanden later in Londen.

## Veroordeling
Schutter Al Hayb werd in april 2005 door een Israëlische militaire rechtbank veroordeeld voor moord en het belemmeren van een strafrechtelijk onderzoek en veroordeeld tot twaalf en een half jaar cel, en hij werd na 5 jaar vrijgelaten. 